# Неоплачений капітал
Неоплачений капітал — це сума заборгованості власників (учасників) за внесками до статутного капіталу. Ця сума наводиться в дужках та вираховується при визначенні підсумку власного капіталу. 
Облік неоплаченого капіталу ведеться на рахунку 46 "Неоплачений капітал". За дебетом рахунку відображається заборгованість засновників (учасників) господарського товариства за внесками до статутного капіталу підприємства, за кредитом — погашення заборгованості за внесками до статутного капіталу підприємства. 